# Aérodrome de Sambailo
L'aérodrome de Sambailo est un aérodrome desservant Koundara, une ville de la région de Boké en Guinée.